# آلن هولیک رمزی
آلن هولیک رمزی (انگلیسی: Alan Ramsay; ۱۲ مارس ۱۸۹۵ – ۱۹ سپتامبر ۱۹۷۳) فرد نظامی اهل استرالیا بود. وی همچنین برندهٔ جوایزی همچون شوالیه (عنوان) شده‌است.